# Tjako van Schie

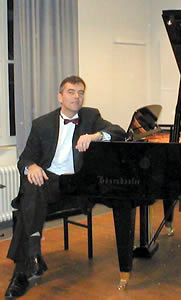
Tjako van Schie

Tjako van Schie (n. 17 aprilie 1961, Coevorden) este un pianist și compozitor olandez. El este un répétiteur la Conservatorul din Amsterdam.
Începând cu anul 1999, Van Schie este profesor la Conservatorul din Porto (Portugalia).
În 2001 el a vizitat Republica Populară Chineză. În același an a făcut un turneu în Țările de Jos și în Portugalia cu Portuguesa Orquesta de Saxofones, de asemenea, cunoscut sub numele de Vento do Norte.
Van Schie compune  muzică, de asemenea rearanjează ca muzica. El a scris muzica pentru toate tipurile de ansambluri muzicale, și a rescris muzică veche. De exemplu: el a rescris compoziții de Robert Schumann pentru pian și saxofon.
Van Schie a fost educat la Conservatorul din Zwolle, după care a urmat mai multe clase de masterat, printre altele la New York, cu pianistul Iacov Lateiner.
Van Schie locuiește în prezent în provincia olandeză Overijssel.

## Înregistrări
- CD: The Goldberg Variations, BWV 988, Johann Sebastian Bach (1991)[8]
- CD: Koninginnedagconcert - CMK, Coevorder Mannenkoor (Corul de bărbați din Coevorden) (1991)
- CD: Overijssel Zingt (Overijssel cântă) - MIRASOUND, muzică corală (1993)
- CD: Shtil di nakht iz oysgeshternt - Yiddish music from the ghetto's and concentration camps (Noapte linistita este plin de stele - muzica idis din ghetouri și lagăre de concentrare), 1995, EMI (re-ediție EMI  2005), Adriaan Stoet - vioară & Tjako van Schie - pian
- CD: Water bron van leven (De apă, sursă de viață), 1998, compoziții pentru pian de compozitori diferite cu privire la "tema de apă", cu patru compoziții proprii și o versiune solo pian de Bedrich Smetana, The Moldau din Má vlast
- CD: Akoestisch signaal (Semnal acustic) - MIRASOUND, cu Corul Poliția Olandeză de Drenthe(1996)
- CD: Shtil di nakht iz oysgeshternt - EMI, re-ediție (2005)
- CD: Die Geigen, ja die Geigen! - GILL/Sony, compozitori diverse (Adriaan Stoet - vioară & Tjako van Schie - pian) (2008)
- CD: A bag of music (Vocalise, Petite fleur & Wonderful world), 3 cd box cu saxofonistul bariton Henk van Twillert (2011)

## Sursa
1. ↑   http://www.tjako.nl/bio.htm Lipsește sau este vid: |title= (ajutor)
2. ↑  „Lista de profesori la Conservatorul din Amsterdam”. Arhivat din original la 9 iulie 2012. Accesat în 6 iunie 2011.
3. ↑  Sax Unlimited
4. ↑  „Website-ul chinez cu concert anunț la Shanghai Concert Hall”. Arhivat din original la 13 ianuarie 2006. Accesat în 6 iunie 2011.
5. ↑  „China Daily”. Arhivat din original la 14 februarie 2012. Accesat în 6 iunie 2011.
6. ↑  Website Evreiești Internaționale Music Festival[nefuncțională]
7. ↑  Scoruri: http://members.sibeliusmusic.com/tjakovanschie
8. ↑  Analiza comparativă critică a înregistrări diferite ale Variații Goldberg, Bach Cantatas Website